# Municipio de McClure
El municipio de McClure (en inglés: McClure Township) es un municipio ubicado en el condado de Holt en el estado estadounidense de Nebraska. En el año 2010 tenía una población de 63 habitantes y una densidad poblacional de 0,45 personas por km².

## Geografía
El municipio de McClure se encuentra ubicado en las coordenadas 42°13′29″N 98°33′22″O / 42.22472, -98.55611. Según la Oficina del Censo de los Estados Unidos, el municipio tiene una superficie total de 140.04 km², de la cual 139,77 km² corresponden a tierra firme y (0,19 %) 0,27 km² es agua.

## Demografía
Según el censo de 2010, había 63 personas residiendo en el municipio de McClure. La densidad de población era de 0,45 hab./km². De los 63 habitantes, el municipio de McClure estaba compuesto por el 100 % blancos. Del total de la población el 0 % eran hispanos o latinos de cualquier raza.